# Gösta Kullenberg
Gösta Kullenberg, född 20 januari 1909, död 7 augusti 1958, var en svensk visdiktare och journalist.
Efter studentexamen 1929 i Strängnäs tog han sig till Stockholm och anställdes som korrekturläsare vid Nordisk Familjebok. Han hade redan under gymnasietiden skrivit dikter och debuterade 1933 i Eskilstuna-Kuriren med en dikt Orkester. Under långa perioder av arbetslöshet i Stockholm skrev han och tonsatte egna visor.
En enda samling I Nordens sommar gavs ut på Bonniers förlag 1948. Där beskrevs hans två alter ego, Polyander och Skopendal. Delar av hans visproduktion spelades år 1970 in av trubaduren Björn Johansson på LP-skivan En liten rödlätt man: Björn Johansson sjunger Gösta Kullenberg. År 1987 gjorde Björn Johansson en nyinspelning av skivan. 
Några av Gösta Kullenbergs visor har även spelats av bland andra vissångerskan Margareta Kjellberg. Tommy Körberg sjunger visan Möte med musik på DVD:n  Rakt upp och ner från konserten i februari 2006 på Berwaldhallen.
Bland Kullenbergs produktion finns titlarna Möte med musik, Inlandsshanty, Flickan och våren och Se nu ska vi gå till Gamla stan. På cd-boxen Visans gyllene tid från 2005 utgavs för första gången den enda kända bevarade inspelningen med Kullenberg själv.